# 爆走兄弟レッツ&ゴー!! エターナルウィングス
『爆走兄弟レッツ&ゴー!! エターナルウィングス』（ばくそうきょうだいレッツエンドゴー!! エターナルウィングス）は、ジャレコから発売されたPlayStation用のレースゲーム。こしたてつひろ作のミニ四駆漫画およびアニメ『爆走兄弟レッツ&ゴー!!』シリーズのゲームの1つ。1998年7月30日発売。

## 概要
前作『ミニ四駆 爆走兄弟レッツ&ゴー!!WGP HYPER HEAT』に続くPlayStation『レッツ&ゴー!!』シリーズ第2弾。前作ではセッティングのみで操作はできないシミュレーションゲームだったが、本作はマシンを操作が可能になるドライブゲームとなった。各シリーズに登場した20人以上のキャラクターや50台以上のマシンが登場する。
ボルゾイが開催する大会に出場し優勝を目指すという短めのストーリーで、全キャラクター（隠しキャラクターは除く）での攻略が目標となる。オープニング映像を含め、キャラクターデザインを担当した高見明男の描き下ろし画像が多数収録されている。また、セーブした後にゲームを終了すると各キャラクターによる中断メッセージが用意されている（ボスキャラクターであるボルゾイを含み、草薙兄弟は除く）。
なお、CDプレイヤーで再生すると星馬兄弟と一文字兄弟の隠しミニドラマが聞ける。

## ストーリー
ある日、TRFビクトリーズなどのグランプリレーサーや一文字兄弟と大神マリナのもとに、プロフェッサー・ボルゾイからある島へとミニ四駆レース大会への招待状が来る。
こうしてボルゾイの島へ20名のミニ四駆レーサーが集まり、対決することになった。

## 使用キャラクター

### 本作オリジナル
男の子
女の子
本作の主人公で、いずれもボルゾイスクールに通っているレーサー。これまでの作品とは違い、ボルゾイスクールでSクラスを目指す速さのみを追求するキャラクターとなっている。
ストーリーモードでどちらでも選択すると、本作に登場するミニ四駆を選べるようになる。

### 『爆走兄弟レッツ&ゴー!!』
星馬烈
声 - 渕崎ゆり子
アニメ第1期および『WGP』の主人公の一人で、豪の兄。TRFビクトリーズのリーダーでもある。豪でプレイすると最終ボスとして立ちはだかる。
星馬豪
声 - 池澤春菜
アニメ第1期および『WGP』の主人公の一人で、烈の弟。烈でプレイすると最終ボスとして立ちはだかる。
鷹羽リョウ
声 - 高乃麗
三国藤吉
声 - 神代知衣
J
声 - 渡辺久美子
土方レイ
声 - 木藤聡子
隠しキャラクター。元大神軍団のバトルレーサー。

### 『爆走兄弟レッツ&ゴー!!WGP』
ブレット・アスティア
声 - 伊藤健太郎
NAアストロレンジャーズのリーダー。
ミハエル・フリードリヒ・フォン・ヴァイツゼッカー
声 - 安達忍
アイゼンヴォルフのリーダー。
カルロ・セレーニ
声 - 結城比呂
ロッソストラーダのリーダー。口の悪さは相変わらずだが、速さだけで相手を屈服させる実力を持っている。
ユーリ・オリシェフスカヤ
声 - 今井由香
CCPシルバーフォックスのリーダー。
ジュリアナ・ヴィクトール
声 - 兵藤まこ
サバンナソルジャーズのリーダー。第2回WGPが始まる大事なために出場できないコーチであるカイの代わりに主催レースに参加する。
シェン・ホワァン
声 - 陶山章央
小四駆走行団光蠍のメンバー。
ニエミネン・スノオトローサ
声 - 芝原チヤコ
オーディンズのメンバー。本来ならリーダーであるワルデガルドが参加するつもりだったが、彼が受けていた主催レースの招待状を勝手に持っていってしまい、「ワルデガルド」名義で参加となった。
ジム・アレキサンダー
声 - 宮崎一成
ARブーメランズのリーダー。
ピコ・パルティア
声 - 岩永哲哉
クールカリビアンズのリーダー。
リオン・クスコ
声 - 今井由香
劇場版に登場したXTOリボルバーズのリーダー。アメリカで行われている第2回WGPの運試しで主催レースに参加する。
シュミット・ファンデルハウゼン・フォン・シューマッハ
声 - 石田彰
隠しキャラクター。アイゼンヴォルフのメンバーの一人。前作『WGPハイパーヒート』のアンケートで2位を獲得し、特別出演となった。
エーリッヒ・クレーメンス・ルーデンドルフ
声 - 三木眞一郎
隠しキャラクター。アイゼンヴォルフのメンバーの一人。前作『WGPハイパーヒート』のアンケートで1位を獲得し、特別出演となった。

### 『爆走兄弟レッツ&ゴー!!MAX』
一文字豪樹
声 - 渡辺久美子
『MAX』の主人公の一人で、烈矢の兄。
一文字烈矢
声 - 日髙のり子
『MAX』の主人公の一人で、豪樹の弟。本作のストーリーモードにおいては、アニメに先立ってナックルブレイカーを持っている。
大神マリナ
声 - 池澤春菜
大神博士の娘。本作でもボルゾイを憎み、主催レースに参加することになる。
草薙陣
声 - 星野佐登美
隠しキャラクター。漸の双子の兄。豪樹（もしくは烈矢）でプレイすると、漸と共に最終ボスとして立ちはだかる。
草薙漸
声 - 浅川悠
隠しキャラクター。陣の双子の弟。

## ボスキャラクター
プロフェッサー・ボルゾイ
声 - 宝亀克寿
『MAX』に登場するボルゾイスクールの長で、ボルゾイ主催レースの主催者。通常の最終ボスだが、星馬兄弟と一文字兄弟の場合は中ボスとして登場する。
CPU専用のため、プレイヤーとしての使用はできない。
なお、本作の中断メッセージでプレイヤーに「我がスクール（ボルゾイスクール）に入らぬか？」とメッセージを送っている。

## その他のキャラクター

### 『爆走兄弟レッツ&ゴー!!』
佐上ジュン
ホームランマンタレイJr.を駆る少女。ロード画面とランキング画面のみ登場する。
鷹羽二郎丸
二郎丸スペシャルを駆るリョウの弟。リョウ編のエンディングのみ登場。
沖田カイ
ビークスパイダーを駆る元大神軍団のバトルレーサーで、サバンナソルジャーズのコーチ。ジュリアナ編のエンディングのみ登場。当初はボルゾイの主催レースに参加するか迷っていたが、第2回WGPが始まる大事なために出場せず、代わりにジュリアナを参加させた。

### 『爆走兄弟レッツ&ゴー!!WGP』
エッジ・ブレイズ、マイケル・ミラー
NAアストロレンジャーズのメンバーたち。ブレット編のエンディングのみ登場。
トン・ウェン・リー、ナン・シメイ、サイ・ブンキ、サイ・ブンエン
クーロンを駆る光蠍のメンバーたち。ホワァン編のエンディングのみ登場。
ワルデガルド・ダーナラ、ジャネット・ストゥルソン、マルガレータ・イーレ、ヴィルヘルム・ヨハンソン
赤いホワイトナイトを駆るオーディンズのメンバーたち。ニエミネン編のエンディングのみ登場。本来リーダーであるワルデガルトは他のチームのリーダーかつエースと同様にボルゾイ主催レースの招待を受けていたのだが、ニエミネンが勝手に招待状を持って参加してしまったため、参加はできなかった。
ティーグル、ランクス、シアン、ウルス
劇場版のエピローグのみ登場したXTOリボルバーズのメンバーたち。リオン編のエンディングのみ登場。

### 『爆走兄弟レッツ&ゴー!!MAX』
新井ミナミ
声 - 渕崎ゆり子
本作の司会進行役として果たす。また、ランキング画面にも登場する。

## 登場マシン

### 『爆走兄弟レッツ&ゴー!!』
マグナムセイバー
豪の初代マシン。シャーシはスーパー1。
ソニックセイバー
烈の初代マシン。シャーシはスーパー1。
トライダガーX
リョウの初代マシン。シャーシはスーパー1。
スピンアックス
藤吉の初代マシン。シャーシはスーパー1。
プロトセイバーJB
Jの初代マシン。シャーシはスーパー1。
ビクトリーマグナム
豪の2代目マシン。シャーシはスーパー1。
バンガードソニック
烈の2代目マシン。シャーシはスーパー1。
ハリケーンソニック
烈の3代目マシン。『WGP』にも登場しているが、アニメ第1期名義で登場。シャーシはスーパーTZ。
二郎丸スペシャル
二郎丸のマシンであるセイバー600の一台。シャーシはスーパー1。
ブラックセイバー
黒沢太及び黒沢軍団のマシン。シャーシはスーパー1。オリジナルキャラクターを選択することで使用可能。
ホームランマンタレイJr.
ジュンのマシン。ゲーム初登場。レーサーミニ四駆だが、シャーシはスーパー1。コースエディット用のマシンの他、オリジナルキャラクターを選択することで使用可能。
ドラゴンデルタ
Rのマシン。ゲーム初登場。シャーシはカスタム。
ファイターマグナムVFX
漫画版でのミニ四ファイターのマシン。シャーシはスーパー1。オリジナルキャラクターを選択することで使用可能。
ビークスパイダー
カイのマシンで、ビークスパイダーゼブラの原型。シャーシはスーパー1。
ブロッケンギガント
近藤ゲンのマシン。シャーシはスーパーFM。オリジナルキャラクターを選択することで使用可能。
ブロッケンギガント・ブラックスペシャル
ブロッケンギガントのブラック仕様。ゲーム初登場。正確には『WGP』に登場しているが、アニメ第1期名義で登場。シャーシはスーパーFM。オリジナルキャラクターを選択することで使用可能。
レイスティンガー
レイのマシンで、ファイヤースティンガーの原型。シャーシはスーパー1。

### 『爆走兄弟レッツ&ゴー!!WGP』
サイクロンマグナム
豪の3代目マシン。アニメ第1期で初登場しているが、『WGP』名義で登場。シャーシはスーパーTZ。
ネオトライダガーZMC
リョウの2代目マシン。アニメ第1期で初登場しているが、『WGP』名義で登場。シャーシはスーパー1。
スピンコブラ
藤吉の2代目マシン。アニメ第1期で初登場しているが、『WGP』名義で登場。シャーシはリアル。
プロトセイバーエボリューション
Jの2代目マシン。アニメ第1期で初登場しているが、『WGP』名義で登場。シャーシはリアル。
ビートマグナム
豪の4代目マシン。シャーシはスーパーTZ。
バスターソニック
烈の4代目マシン。シャーシはスーパーTZ。
スピンバイパー
藤吉の3代目マシン。シャーシはリアル。
サイクロンマグナムTRF
サイクロンマグナムのTRF仕様。シャーシはスーパーTZ。オリジナルキャラクターを選択することで使用可能。
ビートマグナムTRF
前作『WGPハイパーヒート』の主人公かつ『MAX』の漫画版での土屋博士のマシンで、ビートマグナムのTRF仕様。シャーシはスーパーTZ。オリジナルキャラクターを選択することで使用可能。
バックブレーダー
NAアストロレンジャーズのマシン。本作に登場する物はブレット用のみ。シャーシはリアル。
ベルクカイザー（R型）
アイゼンヴォルフ1軍のマシンで、こちらはミハエル、エーリッヒ用。シャーシはスーパー1。
ベルクカイザー（L型）
アイゼンヴォルフ1軍のマシンで、こちらはシュミット用。シャーシはスーパー1。
アイゼンヴォルフファームマシン
別名「ベルクマッセ」。アイゼンヴォルフ2軍のマシン。シャーシはカスタム。
ディオスパーダ
ロッソストラーダのマシン。シャーシはスーパーTZ。
オメガ
シルバーフォックスのマシン。シャーシはオリジナルSS。
シャイニングスコーピオン
アニメ版でのミニ四ファイター及び光蠍のホワァンのマシンとして、ZMC最初のマシン。シャーシはスーパー1。
クーロン
ホワァン以外の光蠍のメンバーのマシン。シャーシはスーパー1。
サバンナゼブラ
サバンナソルジャーズの初代マシン。シャーシはカスタム。
ビークスパイダーゼブラ
サバンナソルジャーズの2代目マシンで、ビークスパイダーのベース機。シャーシはスーパー1。
ホワイトナイト（青）
オーディンズのニエミネンが使用するマシン。シャーシはスーパー1。
ホワイトナイト（赤）
ニエミネン以外のオーディンズのメンバーが使用するマシン。シャーシはスーパー1。
ネイティブサン
ARブーメランズのマシン。シャーシはスーパーLM。
ジャミンRG
クールカビリアンズのマシン。シャーシはスーパー1。
ガンブラスターXTO
劇場版に登場したXTOリボルバーズのマシン。シャーシはスーパーFM。
ガンブラスタークスコスペシャル
ガンブラスターXTOのスペシャルバージョン。シャーシはスーパーFM。

### 『爆走兄弟レッツ&ゴー!!MAX』
マックスブレイカー
豪樹のマシンで、Zナンバーズの2号機。シャーシはスーパーX。
シャドウブレイカーZ-3
烈矢の初代マシンで、Zナンバーズの3号機。シャーシはスーパーX。
ナックルブレイカー
烈矢の2代目マシンで、Zナンバーズの1号機。シャーシはスーパーX。アニメに先立って登場を果たした。
ファイヤースティンガー
マリナのマシンで、レイスティンガーのベース機。シャーシはスーパーTZ。
バイスイントルーダー
陣のマシン。シャーシはリアル。
ファントムブレード
漸のマシン。シャーシはスーパーX。
ラキエータ
真嶋左京のマシン。シャーシはカスタム。オリジナルキャラクターを選択することで使用可能。
レッドソード
大善一馬のマシン。シャーシはカスタム。オリジナルキャラクターを選択することで使用可能。
ブルーソード
大善力のマシン。シャーシはカスタム。オリジナルキャラクターを選択することで使用可能。

### 本作オリジナル
究極マシン
ボルゾイが各レーサーのマシンのデータをコピーして作られたマシンで、外見・性能・シャーシは各レーサーのマシンと同じ。ボディはメッキ仕様になっている。
通常では使用できないが、あるコマンドを入力することで使用が可能。

## オープニングテーマ
- 「BRAVE HEART」: 歌 - 鋼鉄兄弟
  - 映像はTVアニメ『MAX』と同じ映像を使用している。